# Prostaja istorija
Prostaja istorija (Простая история) è un film del 1960 diretto da Jurij Pavlovič Egorov.